# وفاة سارة إيفرارد
في مساء يوم 3 مارس 2021، اختفت سارة إيفيرارد، مديرة تنفيذية للتسويق تبلغ من العمر 33 عامًا في جنوب لندن. كانت تعيش سارة في منطقة بريكستون هيل بلندن في ذلك الوقت وفُقدت بعد مغادرة منزل أحد الأصدقاء بالقرب من كلافام كومون للعودة إلى المنزل.
في 9 مارس، تم القبض على واين كوزينز، ضابط شرطة العاصمة مع وحدة الحماية البرلمانية والدبلوماسية، في ديل، كينت، أولاً للاشتباه في اختطاف إيفرارد وبعد ذلك للاشتباه في قتلها. في 10 مارس، تم اكتشاف رفاتها في غابة بالقرب من أشفورد، كنت. ووجهت إلى كوزينز تهمة الاختطاف والقتل بعد يومين، بعد التعرف على رفات إيفرارد.
تم عقد وقفة احتجاجية لإيفرارد في كلافام كومون في 13 مارس، مما أدى إلى استجابة مثيرة للجدل من قبل الشرطة واعتقال أربعة لانتهاك لوائح قانون فيروس كورونا 2020..

## خلفية
ولدت سارة إيفيرارد في سري عام 1987. نشأت في يورك، حيث التحقت بمدرسة فولفورد. قرأت الجغرافيا البشرية في جمعية سانت كوثبرت، جامعة دورهام، من 2005 إلى 2008. في وقت وفاتها، عاشت إيفرارد في منطقة بريكستون هيل وعملت كمديرة تنفيذية للتسويق في وكالة إعلامية رقمية.

## الحادث والتحقيق
في حوالي الساعة 21:00 بتوقيت جرينتش يوم 3 مارس 2021، غادرت إيفرارد منزل صديق بالقرب من تقاطع كلافام إلى الغرب من كلافام كومون. سارت عبر الطريق العام، على طول الطريق الدائري الجنوبي A205، في طريقها إلى منزلها. تحدثت إلى صديقها على هاتفها المحمول لمدة خمس عشرة دقيقة ووافقت على مقابلته في اليوم التالي. في الساعة 21:28 شوهدت على لقطات كاميرا جرس الباب على طريق بويندرز وبعد أربع دقائق على لوحة القيادة لسيارة شرطة مارة. كما ساعدت لقطاتكاميرات المراقبة من حافلة تمر في طريقها في الساعة 21:35 في التحقيق. اتصل صديق إيفرارد بالشرطة في 4 مارس بعد أن لم تقابله.
في الساعة 16:20 من يوم 10 مارس، قامت الشرطة بتفتيش Hoad's Wood بالقرب من آشفورد، كينت، وعثرت على رفات بشرية في حقيبة بناء كبيرة. قاموا أيضًا بتفتيش مرآب مرتبط بمشتبه به في الجزء العلوي من المنحدرات البيضاء، بجوار بطارية سانت مارتن، المطل على ميناء دوفر. في 12 مارس، تم التعرف على جثة إيفرارد من خلال سجلات طب الأسنان.
في 14 مارس، طوقت الشرطة قسمًا من The Rope Walk في ساندويتش، كنت، فيما يتعلق بالتحقيق. قدر عمدة ساندويتش، جيف فرانكلين، أن 1 ميل مربع (2.6 كـم2) من البلدة كان محصوراً بالطوق.
في 16 مارس، واصلت الشرطة تمشيط الغابات في كينت وقام غواصون متخصصون بالبحث تحت الماء عن هاتف إيفيرارد المحمول.

## المشتبه به والإجراءات القانونية
في 9 مارس، ألقت شرطة كينت القبض على واين كوزينز، وهو ضابط شرطة وأسلحة نارية في شرطة العاصمة يبلغ من العمر 48 عامًا، في منزله في ديل، للاشتباه في قيامه بالاختطاف. في 10 مارس، وهو اليوم الذي تم فيه اكتشاف رفات إيفرارد، أعيد اعتقاله للاشتباه في ارتكابه جريمة قتل.
انضم كوزينزإلى شرطة العاصمة في سبتمبر 2018 وتم تعيينه في فرع الحماية البرلمانية والدبلوماسية المسؤول عن الحماية النظامية للمباني الحكومية والدبلوماسية.
تم القبض على امرأة في الثلاثينيات من عمرها في عنوانه للاشتباه في مساعدة الجاني ولكن تم الإفراج عنها بعد ذلك دون توجيه اتهامات لها.
في 11 مارس / آذار، نُقل كوزينز إلى المستشفى لفترة وجيزة بسبب إصابة في الرأس أصيب بها في الحجز، وبعد ذلك أعيد إلى مركز الشرطة. وقالت الشرطة إن الإصابة أصيبت بينما كان بمفرده في زنزانته. وتعرض لإصابة أخرى في رأسه في الحجز في اليوم التالي، ودخل المستشفى مرة أخرى لتلقي العلاج.
ووجهت إلى كوزينز تهمة اختطاف وقتل إيفرارد في 12 مارس / آذار، بعد الحصول على إذن من دائرة الادعاء الملكية. ومثُل أمام محكمة ويستمنستر الابتدائية في 13 مارس / آذار، وتم حبسه احتياطياً قبل مثوله أمام محكمة أولد بيلي عبر وصلة فيديو من سجن بيلمارش في 16 مارس / آذار. تم تحديد جلسة الاستماع والمحاكمة المؤقتة في 9 يوليو و 25 أكتوبر 2021 على التوالي.

## الردود الرسمية
في 11 مارس، أصدرت وزيرة الداخلية بريتي باتيل بيانًا قالت فيه «يجب أن تشعر كل امرأة بالأمان للسير في شوارعنا دون خوف من التحرش أو العنف»، وصرّح عمدة لندن صادق خان أن شوارع لندن ليست آمنة للنساء أو بنات. أعلنت باتيل أنه يتم النظر في قوانين جديدة لحماية النساء من التحرش الجنسي في الأماكن العامة، بما في ذلك إمكانية جعل التحرش العلني جريمة محددة على وجه التحديد.
طلبت شرطة العاصمة من المكتب المستقل لسلوك الشرطة إجراء تحقيق في ما إذا كان ضابطان قد استجابا بشكل مناسب لتقرير صدر في 28 فبراير / شباط مفاده أن الكوزين قد كشف نفسه بطريقة غير لائقة في مطعم للوجبات السريعة في جنوب لندن؛ تم استجوابه فيما يتعلق بتلك الجريمة عندما اتهم بارتكاب جريمة قتل.

## وقفات احتجاجية

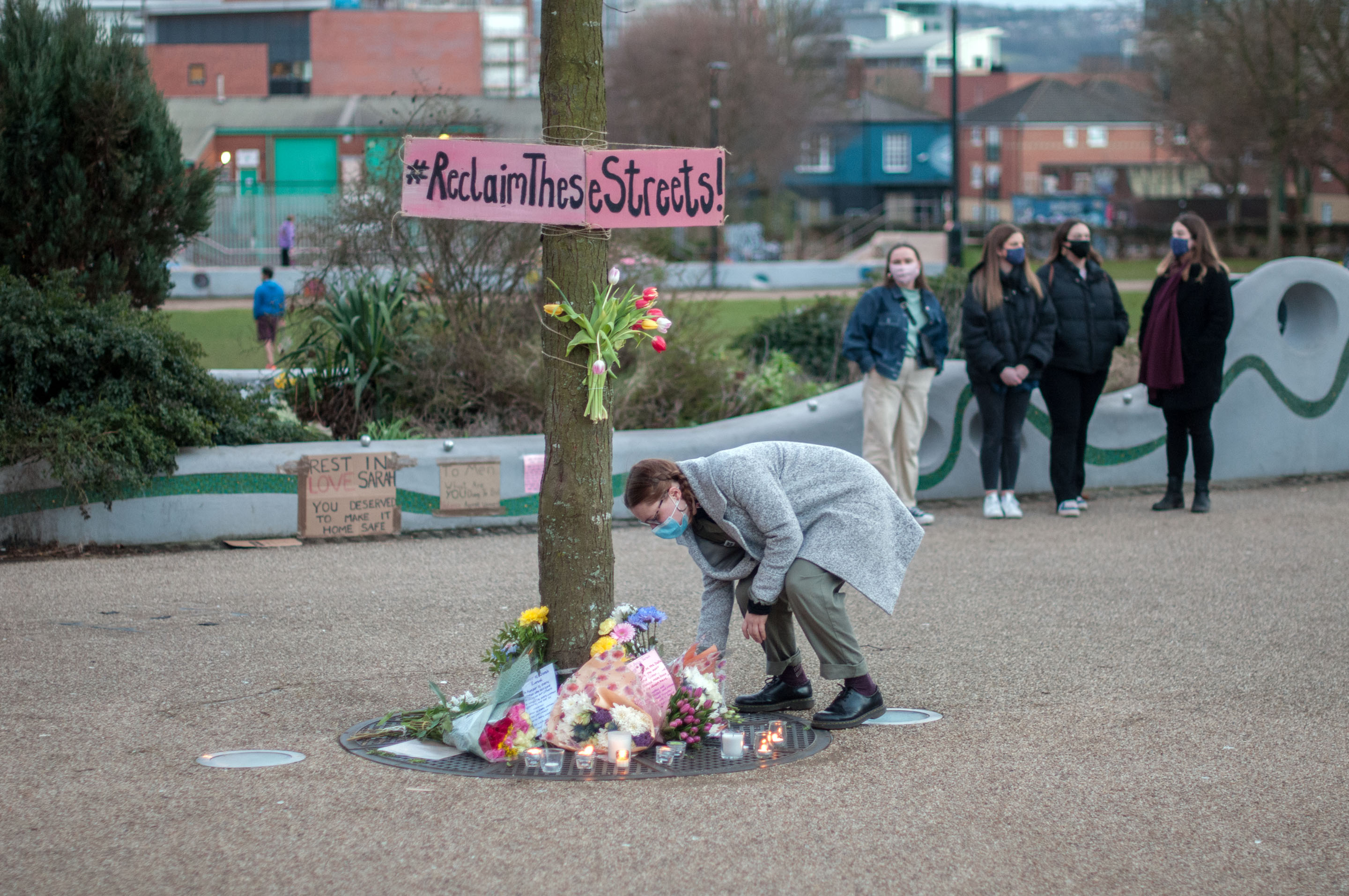
تم وضع الزهور في وقفة احتجاجية لسارة إيفرارد في شيفيلد.

نظمت الوقفات الاحتجاجية في جميع أنحاء البلاد يوم السبت 13 مارس من قبل مجموعة جديدة، استعادة هذه الشوارع. في اليوم السابق على موعد الوقفات الاحتجاجية، تم إرسال رسالة إلى جميع قادة الشرطة توضح أنه بسبب خطر كوفيد، أراد باتيل منهم منع الناس من التجمع في الوقفات الاحتجاجية؛ كما وعدت بأنها ستحث الناس شخصيًا على عدم التجمع. تعطلت المحادثات بين المنظمين والشرطة؛ أبلغت الشرطة المنظمين بأنه سيتم اعتبار التجمع غير قانوني بموجب قيود تفشي فيروس كورونا ورفضت المحكمة طلب التدخل في قرار الشرطة تم إلغاء الأحداث المخطط لها في إدنبرة وكارديف رسميًا لصالح الأحداث عبر الإنترنت. كان من المقرر أيضًا أن تصبح كامبريدج على الإنترنت. استمرت الوقفات الاحتجاجية في العديد من المدن البريطانية، بما في ذلك برمنغهام وبريستول وكارديف وإدنبرة وليدز ونوتنجهام وشيفيلد. كما أقيمت تجمعات صغيرة في مواقع في لندن. اجتذبت واحدة في هايبري فيلدز حوالي 50 مشاركًا. تجمّعٌ آخر في ساحة راسل، على الرغم من إلغائه رسميًا، شهد عددًا قليلاً من الأشخاص يضيئون الشموع. انتقدت المستشارة أنجيلا ماسون وآخرون تعامل الشرطة مع هذه الوقفة الاحتجاجية الصغيرة، والتي تضمنت مطالبة الصحفيين المحليين بالمغادرة.

### وقفة احتجاجية في كلافام كومون
أقيمت وقفة احتجاجية لإيفرارد في كلافام كومون في 13 مارس. خلال الجزء الأول من اليوم، حضر مئات الأشخاص لتقديم احترامهم. حضرت كاترين دوقة كامبريدج وأصدر قصر كينسينغتون بيانًا قال فيه إن الدوقة «تتذكر كيف كان الحال عندما تتجول في لندن ليلًا قبل زواجها.» وورد أنها بعثت فيما بعد برسالة شخصية إلى عائلة إيفرارد للتعبير عن «حزنها وتعاطفها».
مجموعة العمل المباشر سيسترز أنكات شجعت الناس على الحضور في «بحزنك وغضبك». بحلول الساعة 6 مساءً، كان حشد من عدة مئات قد تجمع في منصة الفرقة الموسيقية في الحديقة لسماع خطب من سيسترز أنكات. ألقي القبض على أربعة أشخاص بتهم تتعلق بالنظام العام وخرقهم قانون فيروس كورونا 2020.
أثار قرار شرطة العاصمة لتفريق الحشد، وسلوكهم في الاعتقال القسري للحاضرين والمشي فوق الزهور التي زرعوها غضبًا شعبيًا. ووصف السير كير ستارمر زعيم حزب العمال رد الشرطة بأنه «مقلق للغاية». قال رئيس الوزراء بوريس جونسون إنه «قلق للغاية» من لقطات الأحداث. ووصف العمدة خان إجراءات الشرطة واعتقالاتها بأنها «ليست مناسبة ولا متناسبة». دعا السير إد ديفي، زعيم الديمقراطيين الأحرار، السيدة كريسيدا ديك، مفوضة شرطة العاصمة، إلى الاستقالة. رفض ديك الاستقالة ورفض الانتقادات الموجهة لرد الشرطة. وقالت مساعدة المفوض هيلين بول إن الإجراء كان ضروريًا لأن «مئات الأشخاص كانوا متجمعين معًا بإحكام، مما يمثل خطرًا حقيقيًا للغاية لنقل COVID-19 بسهولة»، وقال اتحاد شرطة العاصمة إن 26 ضابط شرطة تعرضوا للاعتداء.
وجه خان وباتيل مفتشية صاحبة الجلالة للشرطة وخدمات الإطفاء والإنقاذ (HMICFRS)، التي تشرف على الشرطة، لإجراء مراجعة لضبط الوقفات الاحتجاجية والدروس المستفادة. ووجدت المراجعة التي نُشر في 30 مارس / آذار، أن الشرطة «تصرفت بشكل مناسب ولم تكن ثقيلة» وأنها «مبررة» في موقفها فيما يتعلق بلوائح كوفيد، قائلة إن مخاطر انتقال العدوى «أكبر من أن نتجاهلها». كما ذكر تقرير HMICFRS «إدانة تصرفات شرطة العاصمة في غضون ساعات فقط من الوقفة الاحتجاجية - بما في ذلك من الأشخاص الذين يشغلون مناصب المسؤولية - كان غير مبرر، وأظهر عدم احترام الموظفين العموميين الذين يواجهون وضعًا معقدًا، وقوض ثقة الجمهور في عمل الشرطة بناءً على أدلة محدودة للغاية». كما قالوا إن استجابة الشرطة كانت «كارثة علاقات عامة» ذات «تأثير سلبي مادي على ثقة الجمهور في عمل الشرطة»؛ وأضافت المراجعة: «نحن نقر بأن استجابة أكثر تصالحية ربما تكون قد خدمت مصالح القوة بشكل أفضل». خلص HMICFRS أيضًا إلى أن شرطة العاصمة قد فسّر بشكل غير صحيح القيود المتعلقة بفيروس كورونا بسبب الارتباك القانوني، وأنه ليست كل المظاهرات أثناء الإغلاق من المستوى 4 غير قانونية. زعم أحد المبلغين عن الأعمال غير القانونية أن المراجعين أظهروا تحيزًا مؤيدًا للشرطة ومناهضًا للمتظاهرين أثناء إعداد التقرير، حيث تألفت لجنة المراجعة بالكامل تقريبًا من عروض الشرطة.
في 14 مارس، سار أكثر من 1000 شخص من نيو سكوتلاند يارد إلى ساحة البرلمان. تم وصف رد الشرطة على أنه «عدم التدخل» و «مختلف بشكل ملحوظ» عن الرد في 13 مارس.